# Alice Ayres
Pour les articles homonymes, voir Ayres.
Alice Ayres, née le 12 septembre 1859 à Isleworth et morte le 26 avril 1885 à Southwark en Londres, est une nurse anglaise connue pour avoir secouru trois enfants prisonniers d'un feu de maison. Ayres était une domestique et nourrice dans la famille de son beau-frère et de sa sœur, Henry et Mary Ann Chandler. La famille Chandler était propriétaire d'un magasin de peinture et d'huile à Union Street dans le quartier Southwark au sud de Londres, et Ayres vivait avec la famille à l'étage. En 1885, l'incendie se déclenche dans le magasin et Ayres secourt trois de ses nièces de l'immeuble en feu avant de tomber d'une fenêtre et de succomber à ses blessures.
Au début de la révolution industrielle, la Grande-Bretagne traverse une période de grands changements sociaux dans laquelle les médias d'information, qui se développent rapidement, prêtent une attention grandissante aux classes pauvres. La façon dont Ayres est morte a suscité un grand intérêt auprès du grand public, et beaucoup de gens ont assisté à ses funérailles et participé au financement d'un mémorial. Bien que peu de choses soit connu sur sa vie, elle a été l'objet peu après sa mort d'une forte représentation dans la culture populaire et fut considérée comme un modèle de courage, phénomène décrit à l'époque comme une « canonisation laïque » (secular canonisation). Divers mouvements, notamment politiques, ont utilisé la personne d'Alice Ayres en la présentant comme un exemple des valeurs qu'ils défendent. Les circonstances de sa mort ont été déformées pour donner l'impression qu'elle était une employée prête à mourir pour défendre la famille de son employeur, alors qu'elle était en fait simplement très proche des enfants. En 1902, son nom a été ajouté au Memorial to Heroic Self Sacrifice, monument londonien commémorant les anonymes ayant fait don de leur vie pour les autres. En 1936, White Cross Street, une rue proche du site de l'accident, a été renommée Ayres Street (« rue Ayres ») en son honneur.
Le film plusieurs fois récompensé Closer, entre adultes consentants (2004) et la pièce de théâtre de Patrick Marber Closer (1997) sur laquelle le film est fondé ont largement contribué au changement de l'opinion publique sur l'histoire d'Alice Ayres. Un élément important de l'intrigue voit un des personnages principaux construisant son identité en se fondant sur la description faite d'Ayres sur le Memorial to Heroic Self Sacrifice, où certaines scènes du film ont d'ailleurs été tournées.

## Travail chez les Chandler
Alice Ayres est née en 1859 dans une grande famille. Elle est la septième d'un famille de dix enfants. Leurs père, John Ayres, est ouvrier. En décembre 1877, sa sœur Mary Ann (de onze ans son aînée) se marie avec un marchand d'huile et de peinture, Henry Chandler. Il possède une boutique au 194 Union Street à Southwark, à environ 370 m de l'actuel musée d'art contemporain Tate Modern.
En 1881, Ayres est employée de maison chez Edward Woakes, un docteur spécialisé dans les dysfonctionnements de l'ouïe et de la gorge. En 1885, elle devient employée de maison et nourrice chez les Chandler et vit dans la famille. Après sa mort, un voisin l'a décrite comme « une fille calme, gentille et discrète », et toujours très occupée par son travail. Un autre voisin a dit à la presse que « ni l'agitation, ni les festivités ou les excursions en famille, ne la détournaient des tâches qu'elle s'imposait elle-même. Les enfants devaient être lavés et mis au lit, les habits devaient être raccommodés, les chambres rangées, le linge étendu et le diner soigneusement préparé avant qu'Alice ne puisse penser à elle ». Il n'existe aucune déclaration d'Alice Ayres autre que celles données à l'hôpital après l'incendie d'Union Street. Tous les articles publiés dans la presse ont été faits selon la description de la famille ou des voisins après sa mort et dans un contexte de représentation de Ayres comme héroïne nationale et modèle de dévouement.

## Incendie àUnion Street
La boutique de Chandler à Union Street, comme représenté dans les illustrations de journaux contemporaines, était située à l'angle d'un bâtiment de trois étages. La famille vivait au-dessus de la boutique, Henry et Mary Ann Chandler occupant une chambre avec Henry, leur fils de six ans, et Alice partageant une chambre au second étage avec ses nièces Edith (cinq ans), Ellen (quatre ans), et Elizabeth (trois ans).
Dans la nuit du 24 avril 1885, l'incendie se déclenche dans la boutique et la famille se retrouve coincée tout en haut de l'immeuble. La poudre à canon et les tonneaux remplis d'huile stockés aux étages d'en dessous accélère la propagation des flammes. Bien que le magasin soit proche du siège de la London Fire Brigade et que les services d'urgence arrive rapidement sur place, de grandes flammes sortent déjà des étages inférieurs à l'arrivée des pompiers, rendant impossible le positionnement d'échelles. Pendant ce temps, Ayres, en chemise de nuit, tente en vain de rejoindre sa sœur à travers la fumée. Malgré les cris de la foule réunie autour de l'immeuble la priant de sauter, elle retourne dans la chambre qu'elle partage avec ses sœurs, pose prudemment Edith sur un matelas et le jette par la fenêtre. De nouveaux cris la supplient de sauter mais elle quitte la fenêtre et rejoint Ellen pour la sauver. L'enfant refuse de sauter mais Ayres la lance par la fenêtre et un membre de la foule la rattrape. Ayres retourne alors une dernière fois dans la fumée pour sauver la dernière enfant, gravement blessée, qui saute par la fenêtre sur le matelas, saine et sauve.
Après avoir sauvé les trois filles Ayres essaie de sauter mais, dépassée par les inhalations de fumée, tombe maladroitement de la fenêtre en se cognant contre l'enseigne. Elle rate le matelas et la foule et s'écrase sur le trottoir, provoquant un traumatisme rachidien. Elle est emmenée rapidement au Guy's Hospital où, à cause de l'intérêt du public pour cette histoire, des bulletins de santé sont communiqués toutes les heures et la reine Victoria envoie une dame de compagnie pour s'informer de l'évolution de son état.
L'huile et la peinture présentes dans le magasin rendent la propagation du feu incontrôlable et lorsque les pompiers peuvent enfin entrer dans les locaux, ils trouvent le reste de la famille mort. Le corps de Henry Chandler est retrouvé dans l'escalier, tenant dans les mains le coffre-fort où sont gardées les recettes de la boutique, et le corps gravement brulé de Mary Ann Chandler est retrouvé gisant près d'une fenêtre du premier étage avec Henry, l'enfant de six ans, à ses côtés. L'état d'Alice Ayres se détériore et elle meurt le 26 avril 1885,. « J'ai fait de mon mieux, je n'ai rien pu faire de plus » sont considérés comme ses derniers mots. Contrairement aux affirmations de quelques articles de presse de l'époque, Ayres est bien consciente et lucide à l'hôpital et donne les détails de ses actions aux autorités. Elizabeth, la dernière des enfants à avoir été secourue, souffre de graves brûlures aux jambes et meurt peu après Ayres.

### Funérailles
Le corps de Ayres n'est pas transporté dans la morgue de l'hôpital mais dans une pièce qui lui est réservée. Le coût des fleurs et des couronnes est estimé à plus de 1 000 £ (l'équivalent d'environ 80 000 £ en 2011),. Ayres est reconnue après sa mort par la Royal Society for the Protection of Life from Fire (aujourd'hui Society for the Protection of Life from Fire) qui récompense son père de 10 guinées (l'équivalent d'environ  840 £ en 2011) en son honneur,. La messe commémorative a lieu à la cathédrale du Saint-Sauveur (devenue la « cathédrale de Southwark »), elle attire une foule tellement grande qu'une partie doit partir à cause du manque de place. La collecte organisée permet de réunir 951 pièces, soit plus de 7 £. Cette immense célébration réunit plus de 10 000 personnes,. Son cercueil est transporté de la maison de ses parents au cimetière de Isleworth par une équipe de 16 pompiers se relayant quatre par quatre. L'office est célébré par un groupe de 20 filles vêtues de blanc venant de l'école de village dans laquelle Ayres est allée. Il est prévu qu'elles suivent le cercueil jusqu'au tombeau en chantant mais elles sont finalement empêchées par une sérieuse averse de grêle.
Henry et Mary Ann Chandler sont eux enterrés au cimetière de Lambeth avec les deux enfants mortes dans l'incendie. Edith et Ellen Chandler sont acceptées dans une école pour orphelins dans le quartier londonien Kentish Town, l'Orphan Working School, où elles sont formées au travail de domestique.

### Mémorial

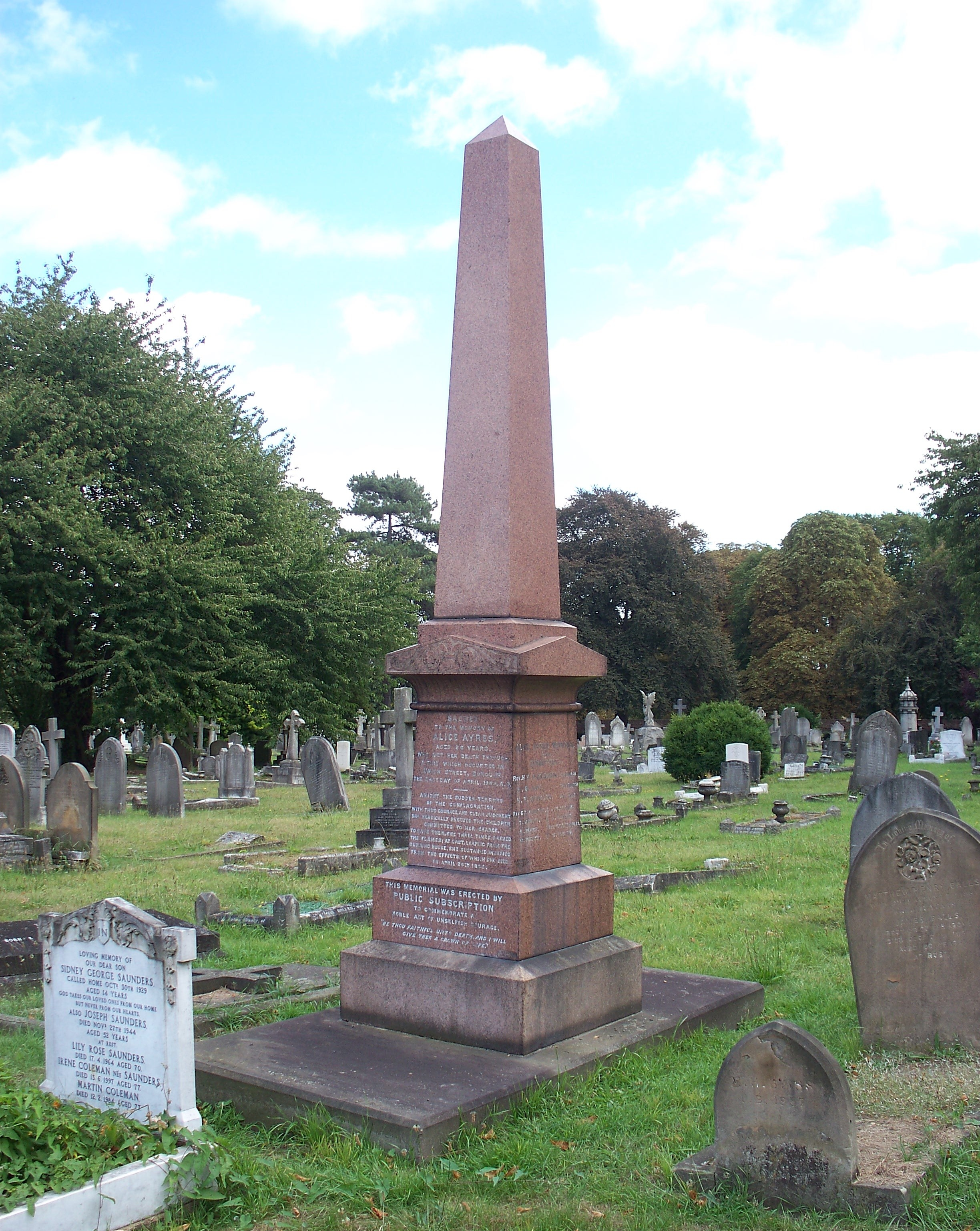
Tombe d'Alice Ayres.

Peu de temps après l'incendie, un monument est érigé en l'honneur de Ayres, financé par une collecte de fonds. En août 1885, 100 £ (l'équivalent d'environ 8 000 £ en 2011),. Les travaux sur le mémorial commencent le 15 août 1885. Le monument est érigé sur sa tombe au cimetière d'Isleworth. Il est inspiré par l'aiguille de Cléopâtre, érigée dans le centre de Londres en 1878,. Il a la forme d'un robuste obélisque en granite rouge de 4,3 m et constitue encore aujourd'hui la plus grande pierre tombale du cimetière. Il est écrit sur le devant :

« Sacred to the memory of ALICE AYRES, aged 26 years, who met her death through a fire which occurred in Union Street, Borough, the 24th of April, 1885 A.D.
Amidst the sudden terrors of the conflagration, with true courage and judgement, she heroically rescued the children committed to her charge. To save them, she three times braved the flames; at last, leaping from the burning house, she sustained injuries from the effects of which she died on April 26th 1885.
This memorial was erected by public subscription to commemorate a noble act of unselfish courage.
"Be thou faithful unto death, and I will give thee a crown of life" »

Le côté droit liste le nom des dix membres du Alice Ayres Memorial Committee, présidé par le révérend H. W. P. Richards. L'histoire de Ayres, dès le début, provoque un grand intérêt auprès du public : l'incendie, la mort de Ayres, ses funérailles et la collecte de fonds sont rapportés en détail dans la presse locale et nationale de l'Empire britannique.

## Hommages
Le gouvernement britannique porte traditionnellement peu d'attention aux pauvres mais à l'aube de la révolution industrielle, l'attitude à l'encontre des actions des classes les plus faibles change. La traditionnelle économie féodale laisse place au développement des chemins de fer, à la mécanisation de l'agriculture et aux nouvelles usines situées aux cœurs des villes, qui ont besoin de main-d’œuvre, permettant ainsi le développement rapide des villes, et l'alphabétisation croissante conduit également à un intérêt plus grand de la part des travailleurs pour les médias et les faits d'actualité. En 1856 est instituée la croix de Victoria, première distinction militaire à récompenser des actes de bravoure sans distinction de grade. En 1866, la médaille Albert récompense elle pour la première fois les civils de toutes classes. Un certain nombre d'organisations privées de bienfaisance dédiées à sauver des vies telles que la Royal Humane Society (1776) et la Royal National Lifeboat Institution (1824) augmentent dans le même temps leurs activités et leurs poids, et distribuent des médailles et récompenses pour faire connaître leurs activités.
Le peintre et sculpteur George Frederic Watts et sa seconde épouse, la designer et artiste Mary Fraser Tytler, ont longtemps défendu l'idée que les arts étaient source de transformation sociale et que les récits d'exploits aident à répondre aux graves problèmes sociaux des villes britanniques,. Watts avait peint il y a peu une série de portraits de personnalité qu'il considérait comme ayant une influence sociale positive, le « Hall of Fame », qui a été donné au National Portrait Gallery, ; depuis 1866 au moins, il proposait comme pièce complémentaire un monument à la « valeur inconnue », célébrant la bravoure des gens ordinaires.
Le 5 septembre 1887, une lettre écrite par Watts est publiée dans le Times. Il y propose un projet pour commémorer le jubilé d'or de la reine Victoria par la création d'« un recueil complet des histoires d'héroïsme de la vie quotidienne ». Comme exemple du type d'événement qu'il propose de commémorer, il cite la mort d'Alice Ayres, et inclut dans sa lettre un compte-rendu déformé de ses agissements lors de l'incendie d'Union Street.

### Représentation dans l'art et la littérature

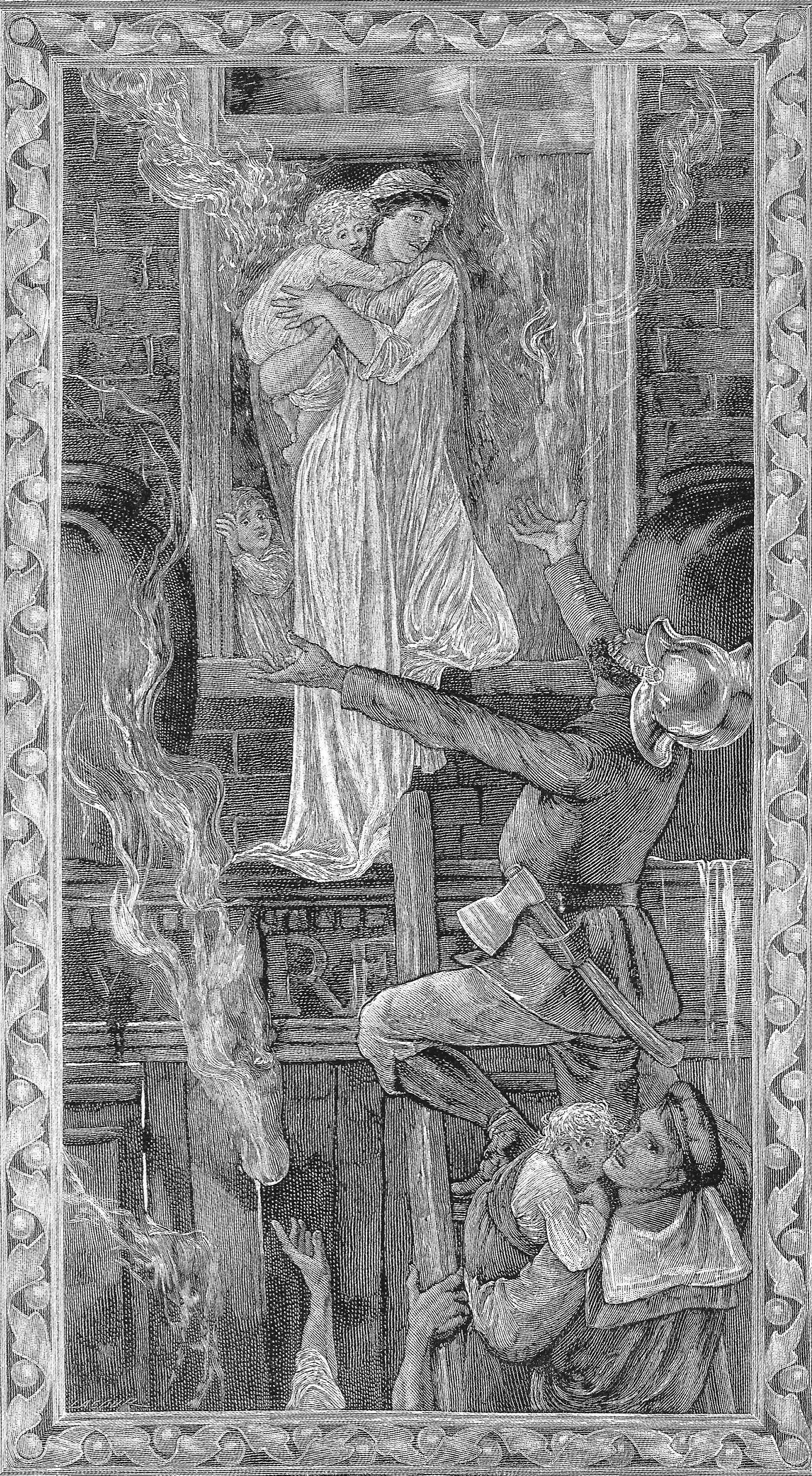
The Union Street Fire, Walter Crane.

Le poème d'Emilia Aylmer Blake est probablement le premier à être écrit sur Alice Ayres. Il est intitulé Alice Ayres et est lu lors d'une rencontre en juin 1885. Plusieurs autres poèmes ont été écrits en hommage à Ayres, comme celui de Sir Francis Hastings Doyle, très bien accueilli ou celui de la féministe Laura Ormiston Chant. À la fin des années 1880, Ayres devient un réel modèle britannique de dévouement et son histoire est présente dans les collections de récits héroïques racontés aux enfants, et notamment dans Beneath the Banner de F. J. Cross, dans lequel il écrit : « Elle a tenté de faire de son mieux, en toute circonstance. Son amour et sa tendresse pour les enfants qu'elle avait à charge était remarqué avant même qu'elle ne meure héroïquement. Quand l'évènement arriva, elle était préparée. Et ce qui nous semble être d'une générosité Divine lui apparaissait seulement comme un devoir. ».
En 1890, une série de panneaux peints est dévoilée au Red Cross Hall d'Octavia Hill, à 500 m du lieu de l'incendie d'Union Street,. Les panneaux mettent en scène des moments héroïques de la vie quotidienne. Bien qu'inspirés des propositions de George Frederic Watts, celui-ci n'a pas souhaité s'investir personnellement, arguant que le monument proposé se devait d'être un lien d'inspiration et de contemplation et non pas un lieu de commémoration, et qu'une œuvre artistique allait potentiellement détourner les gens de ce qui importait, c'est-à-dire des sacrifices héroïques des personnes en question.
Le premier panneau de Crane dépeint l'incendie de Union Street.

### Memorial to Heroic Self Sacrifice

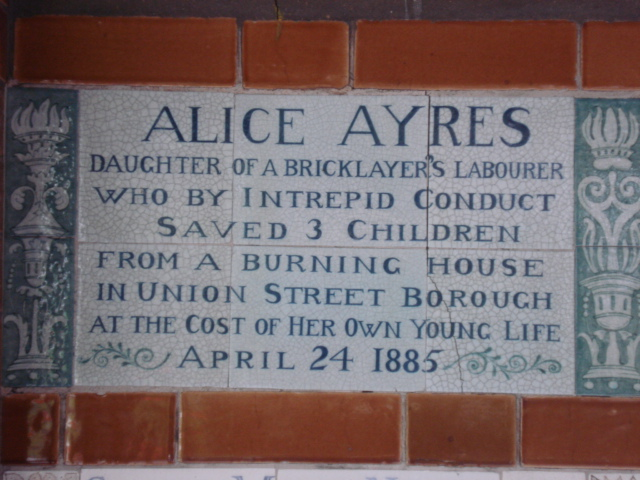
Plaque commémorative d'Alice Ayres, dessinée par William Frend De Morgan et ajoutée au Memorial to Heroic Self Sacrifice en 1902.

En 1898, George Frederic Watts a été approché par Henry Gamble, vicaire de l'église St Botolph's Aldersgate dans la Cité de Londres. L'ancien cimetière de St Botolph avait été récemment réaménagé, ainsi que deux cimetières voisins plus petits, dans le parc de Postman, l'un des plus grands parcs publics de la Cité de Londres, et l'église était l'objet d'un très long différend financier et juridique sur la propriété d'une partie de le parc. Afin de justifier auprès du public le maintien des terres litigieuses dans le parc et pour redorer son blason et aider à la collecte de fonds, l'église a offert une partie du parc pour accueillir le mémorial demandé par Gamble. Watts a accepté, et en 1900 le Memorial to Heroic Self Sacrifice a été dévoilée par Alfred Newton, lord-maire de Londres, et Mandell Creighton, évêque de Londres,. Le mémorial consistait en une loggia en bois longue de 50 pieds (15 m) et haute de 9 pieds (2,7 m) avec un toit de tuiles, conçu par Ernest George, abritant un mur avec de la place pour 120 plaques commémoratives en céramique.
Les plaques commémoratives ont été faites à la main et coûteuses à produire, et au moment de l'inauguration du mémorial, seules quatre étaient en place. En 1902, neuf autres plaques ont été dévoilées, y compris le mémorial à Alice Ayres pour laquelle Watts avait longtemps fait pression. Cette plaque verte et blanche a été réalisée par William De Morgan dans le style Arts & Crafts et on peut y lire « Alice Ayres, daughter of a bricklayer's labourer who by intrepid conduct saved 3 children from a burning house in Union Street, Borough, at the cost of her own young life April 24, 1885 ».

### Réactions et changement des mentalités
Malgré quelques exemples comme Harriet Newell, Grace Darling et Florence Nightingale, toutes trois héroïnes nationales rendues célèbres et admirées, la couverture médiatique que reçoit Ayres et son élévation en tant qu'héroïne nationale est inhabituelle pour l'époque. Ayres était une femme issue de la classe ouvrière ayant été l'objet de ce qui a été qualifié de « canonisation laïque » (« a secular canonisation »), à une époque où, malgré la reconnaissance croissante des contributions de personnes issues des classes populaires, les héros nationaux étaient généralement des hommes actifs dans les domaines de l'exploration, la religion, l'armée, la science ou l'ingénierie.
Cette période était marquée par une forte demande de réformes sociales. La figure de la femme entièrement dévouée à sa tâche collait avec la figure britannique idéalisée à l'époque, et celle de la femme qui travaille dure mais sans se plaindre et faisant passer les autres en priorité collait avec l'image de la classe ouvrière telle que présentée par les réformateurs sociaux ainsi que l'idéal de la femme altruiste et désintéressée présenté par les défenseurs des droits des femmes. À l'inauguration du Memorial to Heroic Self Sacrifice, le maire, Alfred Newton, a fait remarquer que cela « pour but de perpétuer les actes d'héroïsme appartenant à la classe ouvrière »,, tandis que George Frederic Watts, bien qu'opposé dans le principe à la différenciation de classes et voyant le Mémorial comme théoriquement ouvert à toutes les classes, a fait remarquer que « les classes supérieures n'ont pas ou ne devraient pas avoir besoin de rappels ou d'incitations »,. Watts considérait son Mémorial non pas comme un moyen de célébrer des actes mais plutôt comme une occasion d'éduquer les classes populaires.
Le point de vue de Watts était partagé par d'autres personnes cherchant à fournir les héros nationaux en source d'inspiration, et les auteurs écrivant à propos de Ayres modifiaient systématiquement l'histoire en faisant passer les enfants secourus pour des membres de la famille de son employeur alors qu'il s'agissait de ses propres enfants. Les articles de presse de l'époque qualifient Ayres tantôt de « petite nurse »,, tantôt de « servante dévoué, honnête et travailleuse », ou encore de « pauvre petite domestique »,. De la même façon que Wells décrivant Ayres en 1887 comme une « domestique chez un vendeur d'huile »,. le chapitre consacré à Ayres dans l'ouvrage de Cross Beneath the Banner est intitulé « Only a Nurse Girl! » (« Une simple nurse ! ») alors que Rawnsley l'a appelé « the nursemaid in the household » (« la gouvernante de la maison »).
Alors que George et Marie Watts, les autres réformateurs sociaux paternalistes et la presse britannique traditionnelle représentaient Ayres comme une employée dévouée source d'inspiration, d'autres avaient un tout autre point de vue. L'hebdomadaire de gauche Reynolds Weekly Newspaper par exemple a noté que le manque de soutien pour la famille de Ayres de la part de l'État était symbolique du mauvais traitement de l'ensemble des travailleurs. Le périodique féministe The Englishwoman's Review a exprimé sa « grande fierté » à l'encontre de l'« instinct maternel » de Ayres. D'autre part, Young England, un journal pour enfant impérialiste, a dit qu'« il n'y [avait] pas de sexe dans le sacrifice de soi », vantant Ayres comme un modèle de dévouement.

## Événements ultérieurs

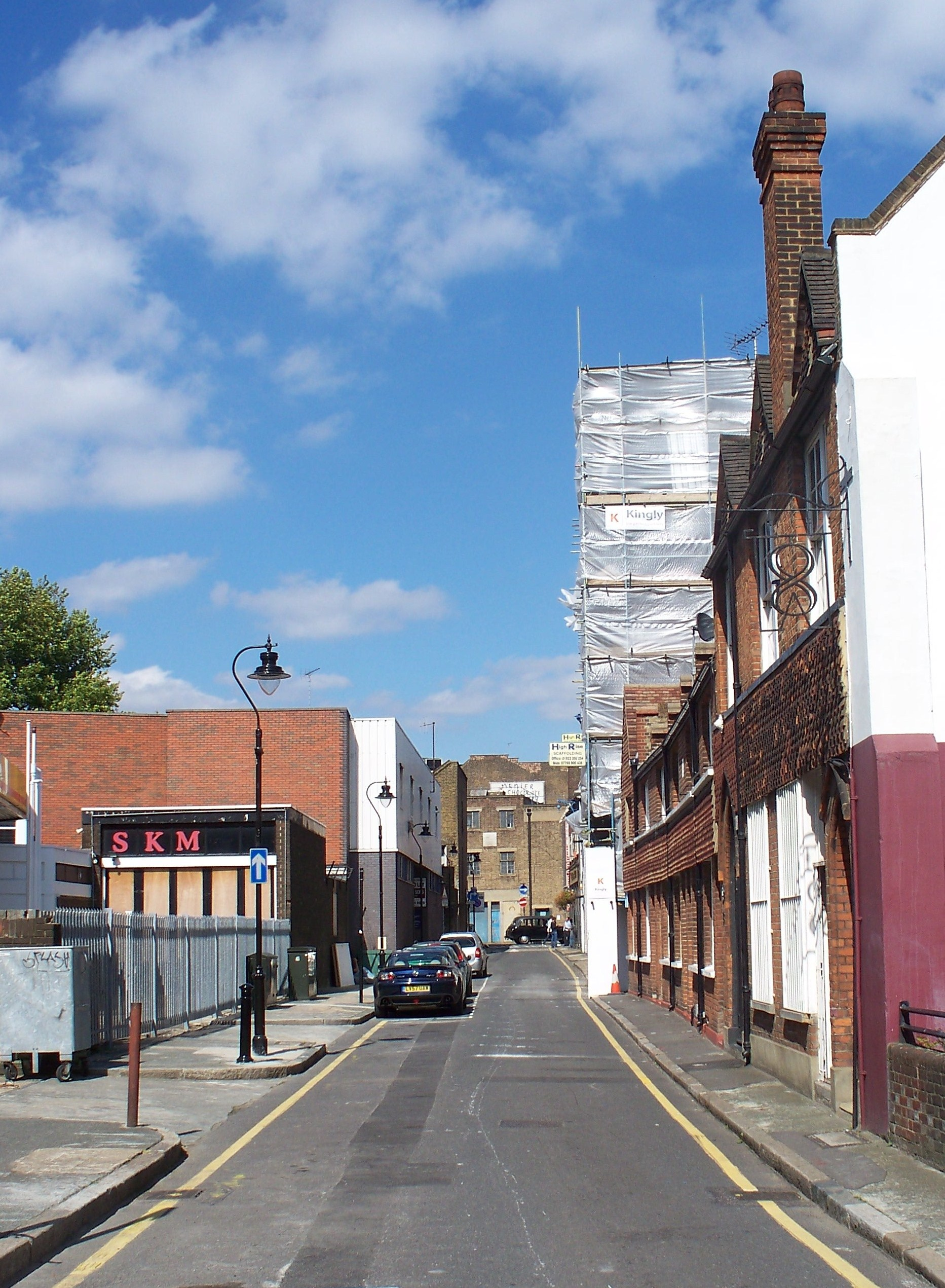
Ayres Street.

En 1936, le nouveau gouvernement travailliste du London County Council renomme White Cross Street, une rue proche du Red Cross Hall et du site de l'incendie, Ayres Street, en hommage à Alice Ayres. La rue porte toujours ce nom aujourd'hui. La maison des Chandlers au 194, Union Street n'existe plus, et le site est occupé par une partie des bureaux de Union House. Juste en face du site de l'incendie se tient le siège actuel de la London Fire Brigade, le corps de sapeurs-pompiers de Londres.
La pièce de théâtre de Patrick Marber Closer, jouée pour la première fois en mai 1997, et le film Closer, entre adultes consentants (dans lequel figurent Clive Owen, récompensé du BAFTA Award du meilleur acteur dans un second rôle et du Golden Globe du meilleur acteur dans un second rôle, Natalie Portman, Golden Globe de la meilleure actrice dans un second rôle, ainsi que Julia Roberts et Jude Law), réalisé par Mike Nichols et sorti en 2004, renouvela l'intérêt du public pour Alice Ayres. Un élément clé du scénario tourne autour de la plaque commémorative du parc de Postman : le personnage de Jane Jones (incarné par Natalie Portman), qui se présente depuis le début du film sous le nom d'Alice Ayres, s'avère avoir inventé son identité en s'inspirant de la plaque,, qu'elle a lu lors de sa première rencontre avec Dan Woolf (incarné par Jude Law), au début de l'action. Le parc et le mémorial sont également mis en avant dans les scènes de début et de fin.